# Hookeria tamariscina
Hookeria tamariscina là một loài Rêu trong họ Hookeriaceae. Loài này được (Hedw.) Sm. mô tả khoa học đầu tiên năm 1808.